# Storenomorpha yunnan
Storenomorpha yunnan là một loài nhện trong họ Zodariidae.
Loài này thuộc chi Storenomorpha. Storenomorpha yunnan được Chang-Min Yin & Y. H. Bao miêu tả năm 2008.